# Assington
Assington är en by (village) och en civil parish i Babergh i Suffolk i sydöstra England. Orten har 371 invånare. Den har en kyrka. Byn nämndes i Domedagsboken (Domesday Book) år 1086, och kallades då Asetona.